# Vicente Garrido Mayol
Vicente Garrido Mayol (València, 6 maig 1956) és un jurista valencià, advocat i catedràtic de Dret Constitucional de la Universitat de València. Vinculat a la creació del l Consell Jurídic Consultiu de la Comunitat Valenciana el 1996, va ser el seu President (2003-2016) i anteriorment Conseller d'aquesta Institució (1998-2003), i fundador de la Revista Espanyola de la Funció Consultiva. Presideix la Fundació Profesor Manuel Broseta i és Director de la Càtedra de Dret autonòmic valencià. És un dels huit fundadors del Club de Trobada, que va presidir entre 1992 i 1994.
Les seues línies investigadores s'han centrat en l'organització territorial de l'Estat, la responsabilitat patrimonial de l'Administració, la tècnica normativa, la funció consultiva i la defensa dels drets fonamentals. Ha sigut professor visitant de la Universitat Miguel Hernández d'Elx i professor associat de la Universidad Católica San Vicente Mártir de València.
En la seua joventut va pertànyer al Partit Demòcrata Liberal (PDLPV) i es va integrar en la Unió de Centre Democràtic (UCD), en el qual va ostentar la secretaria regional d'informació. Va ser diputat de l'Assemblea constituent de les Corts Valencianes.
Es troba condecorat amb la Creu d'Honor de l'Orde de Sant Raimundo de *Peñafort (2016) i amb la Distingida de Primera classe d'aquesta Ordre (2002).